# Esbarres
Esbarres é uma comuna francesa na região administrativa da Borgonha-Franco-Condado, no departamento de Côte-d'Or. Estende-se por uma área de 15,76 km². Em 2010 a comuna tinha 703 habitantes (densidade: 44,6 hab./km²).